# Gamarús cafè
El gamarús cafè (Strix virgata; syn: Ciccaba virgata) és una espècie d'ocell de la família dels estrígids (Strigidae). Habita boscos d'ambdues vessants de Mèxic, cap al sud, a través de la Península del Yucatán i Amèrica Central, fins a l'Amèrica del Sud, a través de Colòmbia, nord i sud-est de Veneçuela, Trinitat, Guaiana, oest i est de l'Equador, est del Perú, nord i est de Bolívia i oest i sud-est del Brasil, el Paraguai i nord-est de l'Argentina. El seu estat de conservació es considera de risc mínim.

## Taxonomia
Segons la llista mundial d'ocells del Congrés Ornitològic Internacional (versió 13.1, gener 2023) el gamarús cafè pertany al gènere Strix. Tanmateix, altres obres taxonòmiques, com el Handook of the Birds of the World i la quarta versió de la BirdLife International Checklist of the birds of the world (Desembre 2019), consideren que pertany al gènere Ciccaba, el qual no és reconegut pel COI.